# Ардонський район
Ардонський район (рос. Ардонский район, ос. Æрыдоны район) — адміністративна одиниця республіки Північна Осетія Російської Федерації.
Адміністративний центр — місто Ардон.

## Адміністративний поділ
До складу району входять одне міське та 8 сільських поселень:
1. Ардонське міське поселення (місто Ардон)
2. Кадгаронське сільське поселення (село Кадгарон)
3. Кіровське сільське поселення (село Кірово)
4. Костаєвське сільське поселення (село Коста, село Цміті)
5. Красногорське сільське поселення (село Красногор)
6. Мічурінське сільське поселення (село Мічуріно)
7. Нартське сільське поселення (село Нарт)
8. Рассвєтське сільське поселення (село Рассвєт)
9. Фіагдонське сільське поселення (село Фіагдон)